# Middle Gull Pond
Middle Gull Pond is een meer van 4,5 km² in de Canadese provincie Newfoundland en Labrador. Het meer bevindt zich op het schiereiland Avalon in het zuidoosten van het eiland Newfoundland.
Langs de oever van het meer staan vele tientallen huizen. Dit waren oorspronkelijk voornamelijk vakantiewoningen, maar geleidelijk aan stijgt ook de permanente bewoning rondom het meer. Vanaf de volkstelling van 2021 beschouwt Statistics Canada Middle Gull Pond dan ook als een locality, met dat jaar 95 permanente inwoners.

## Geografie

### Ligging
Het meer bevindt zich relatief centraal op het schiereiland Avalon, op 56 km ten westen van de provinciehoofdstad St. John's en op 7 km ten zuidwesten van Avondale. Het ligt in gemeentevrij gebied zo'n 2 km ten zuiden van de plaats Brigus Junction. Zo'n 700 m verder noordwaarts ligt Third Junction Pond.
Middle Gull Pond staat aangegeven aan afslag 33 van de vlak bij gelegen Trans-Canada Highway (NL-1) en is bereikbaar via Middle Gull Pond Road.

### Beschrijving
Het meer heeft langs zijn zuidwest-noordoostas een lengte van 5,1 km en bereikt een maximale breedte van 1,3 km. Het telt zestien eilanden en is in het zuiden relatief onregelmatig gevormd. De noordelijke zijde van Middle Gull Pond is grotendeels volgebouwd met een 150-tal woningen, de overgrote meerderheid ervan vakantiewoningen. De zuidelijke zijde is daarentegen nog volledig bebost.
Het meer bevindt zich op zo'n 135 meter boven de zeespiegel en is met een maximale diepte van 32,6 meter een van de diepere meren op Avalon. Het heeft een stroomgebied van 11,1 km², vooral gebaseerd op de instroom van grondwater. Het meer heeft geen uitstroom, noch een noemenswaardige instroom (via bijvoorbeeld een beek).

## Vissen
Onderzoek heeft aangetoond dat er vijf vissoorten voorkomen in het meer. Het betreft naast de voor sportvissers interessante bronforel, Atlantische zalm en trekzalm ook de driedoornige stekelbaars en Amerikaanse paling. Doordat Middle Gull Pond geen uitstroom heeft zitten de zalmen als het ware vast in het meer (zogenaamde landlocked salmon).
Op Middle Gull Pond wordt vanwege de vele vakantiewoningen in beperkte mate gevist door lijnvissers, zowel vanop de oever als vanop kleine bootjes.

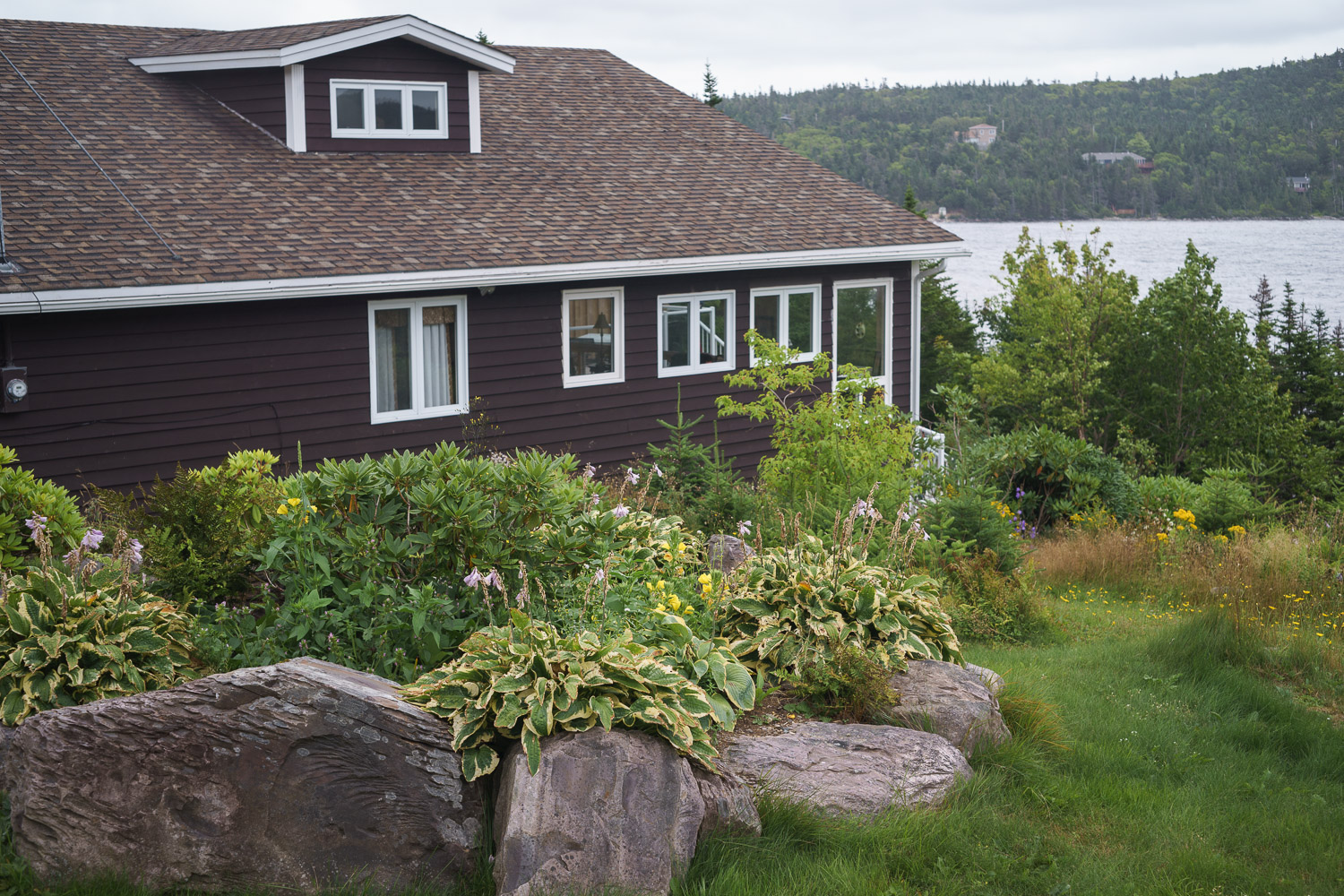
Een vakantiewoning met Middle Gull Pond in de achtergrond